# Fulletomimus marlieri
Fulletomimus marlieri is een haft uit de familie Leptophlebiidae. De wetenschappelijke naam van de soort is voor het eerst geldig gepubliceerd in 1956 door Demoulin.
De soort komt voor in het Afrotropisch gebied.